# LFO (banda británica)
LFO fue un grupo de techno inglés formado en 1988 que publicaba bajo el sello Warp Records. LFO fueron uno de los grupos pioneros del sonido bleep que predominó en ente 1989 y 1991 en el norte de Inglaterra. Originalmente, el grupo estaba compuesto por Gez Varley y Mark Bell. Varley dejó el grupo en 1996, lo que produjo su disolución. En 2003, el proyecto volvió en manos de Bell como único miembro. En 2014, el proyecto se disolvió permanentemente debido al fallecimiento de Bell en octubre de ese año.
El nombre del grupo se deriva de la abreviatura de "low frequency oscillation", una función de los sintetizadores muy utilizada en música electrónica.

## Carrera
Varley y Bell se conocieron cuando estudiaban en Leeds. Sus raíces musicales se encuentran tanto en el hip hop y el electro de la primera mitad de los 1980, como en la escena acid house que inundó Gran Bretaña en la segunda mitad de esa década.
Su primer tema fue el homónimo "LFO". Una vez que la produjeron se la pasaron a Nightmares on Wax, quienes hicieron circular la demo en el circuito de clubs de la época. La canción alcanzó tal popularidad que terminó siendo publicada por el sello de Sheffield Warp Records en 1990, logrando entrar en el Top 20 de éxitos de Inglaterra en julio de ese año. Para un sello con Warp, poco conocido entonces, la edición del sencillo "LFO" y el posterior lanzamiento del álbum "Frequencies" fue una catapulta a la fama. Lo mismo ocurrió con la propia banda. El LP "LFO" es considerado el primer álbum de techno europeo. Un dato curioso es que en los créditos del tema, DJ Martin (Martin Williams) aparece como coautor y coproductor del tema "LFO", a pesar de no haber formado nunca parte del grupo, aunque se conoce que justamente gracias a una sesión suya se conocieron Varley y Bell y los productores de Warp.
Su siguiente sencillo, "We Are Back", fue publicado en el verano de 1991. Posteriormente, firmaron con Tommy Boy Records, un sello estadounidense. Desde entonces realizaron numerosas remezclas para artistas como Afrika Bambaataa, Björk, Radiohead, Depeche Mode, Laurent Garnier y The Sabres of Paradise. En 1996 publicaron el disco Advance. Ese mismo año, Varley dejó el grupo para formar Feedback con Simon Hartley (alias de Wild Planet). Mark Bell produjo el disco Homogenic de Björk y Exciter de Depeche Mode. 
En el recopilatorio Warp20 (Recreated) de 2009 aparecen dos versiones de temas originales del grupo: "LFO" por Luke Vibert y "What is House? (LFO Remix)" por Autechre.
El 8 de octubre de 2014, Mark Bell murió a los 43 años después de sufrir complicaciones por una cirugía médica, lo que produjo la disolución permanente del proyecto en ese mismo año.

## Discografía

### Sencillos
- LFO (1990)
- We Are Back (1991)
- What Is House? EP (1992)
- Tied Up (1994)
- Freak (2003)

### Álbumes
- Frequencies (1991)
- Advance (1996)
- Sheath (2003)